# Amis publics
Pour plus de détails, voir Fiche technique et Distribution.
Amis publics est un  film français sorti le 17 février 2016. Sur une idée originale de John Eledjam, le film est produit par Élisa Soussan et réalisé par Édouard Pluvieux,.
Le film suit Ben Perez, atteint d'un cancer à la suite de l'explosion d'une usine de produit chimiques, dont les propriétaires n'ont pas dédommagé les autres victimes, qui n'a plus que quelque temps à vivre. Son grand frère, Léo, décide, avec ses deux meilleur amis, Franck et Lounès, de réaliser son plus grand rêve : faire un braquage, un faux bien entendu. Cependant, le jour J, le groupe se trompe de banque à cause d'un malentendu avec le GPS du taxi d'un des deux amis et le faux braquage devient un vrai hold-up. Rapidement en cavale, le groupe décide, aidé de Ana, une connaissance, de continuer les vols, devenant des « Robin des Banques », pour pouvoir le donner à une association voulant dédommager les autres victimes de l'accident. Devenant des héros nationaux aux yeux du public et des criminels pour la police, le groupe va tout faire pour affronter les divers obstacles se trouvant sur leur chemin.

## Synopsis
À Lyon, une catastrophe industrielle dans une usine de pétrochimie cause une grave contamination dans les quartiers environnants. De nombreux habitants, dont des enfants et des adultes, sont irradiés, mais l'usine refuse de verser des compensations aux victimes. Parmi ceux touchés, Ben, un jeune homme atteint d'un cancer à cause de cet accident, se prépare à vivre ses derniers jours. Il se rend dans un bureau de tabac de son quartier, où, armé d'un pistolet factice, il fait mine braquer le commerçant pour demander des cartes Pokémon pour Émilie, une petite fille de l'hôpital avec qui il s'est lié d'amitié, que ce tour a bien amusé.
Ben retrouve ensuite ses amis et son frère Léo. Très malade, il exprime son désir de passer ses derniers moments avec eux. Les médecins à l’hôpital informent Léo que l'état de Ben est sans espoir, ce qui pousse ce dernier à rentrer chez ses amis pour réaliser une série de volontés, parmi lesquelles figurent des faux braquages de banques.
Léo, qui travaille comme créateur de sites web, propose l’idée à un directeur de banque qu'il connaît. Contre toute attente, ce dernier accepte de participer. Le jour du braquage, les amis de Ben arrivent sur place en taxi, et le cambriolage se déroule sans accroc. Cependant, de retour chez eux, ils réalisent qu'ils se sont trompés de banque. L'incident fait rapidement la une des médias, et la police, qui découvre que les braqueurs ont utilisé un taxi pour fuir, commence à les rechercher activement.
Les choses prennent une tournure dramatique quand Émilie, l'amie de Ben, meurt. Ce dernier, désireux d'aider la famille d’Émilie, leur fait parvenir une somme d'argent volée, sans se révéler. Cependant, les billets étant marqués, les parents d'Émilie sont arrêtés et interrogés par la police. Le chef policier montre alors une photo d'Émilie en compagnie de Ben, et les parents identifient ce dernier. L'affaire des billets marqués prend de l'ampleur, et la police intensifie sa traque, d'autant plus que les médias présentent les braqueurs comme des « Robins des banques », des justiciers qui volent pour redistribuer l'argent aux familles des victimes.
Pour échapper à la police, le groupe se cache dans un hôtel, où ils se lient d'amitié avec la réceptionniste. Bien qu'elle veuille rejoindre leur bande, ils refusent dans un premier temps. Plus tard, elle les invite chez elle, où elle vit avec une colocataire sourde et muette. Après une partie de poker où elle les bat tous, la réceptionniste devient leur complice. Le groupe réussit un nouveau braquage, renforçant leur réputation dans les médias.
Mais les choses se compliquent lorsque le chef de la police rend visite à Léo à l’hôtel. Il le presse de se rendre et l'interroge sur leurs plans pour blanchir l'argent volé. La femme sourde et muette, quant à elle, approuve leurs actions pour aider les enfants malades, et le groupe finit par se réfugier chez le père de la réceptionniste. Malgré la pression policière croissante, Léo est déterminé à accomplir sa mission pour son frère.
Lors d’un nouveau braquage, cette fois dans un casino, le groupe se déguise en membres de la royauté arabe. Malgré la présence de la police sur les lieux, les Robins des banques réussissent une fois de plus leur coup. Cependant, lors de leur dernier braquage, les employés de la banque les reconnaissent et ouvrent volontairement les coffres. Mais dehors, la police les attend. La réceptionniste arrive pour les avertir, mais ils sont déjà piégés.
Dans un dernier geste désespéré, le groupe lance un appel sur les réseaux sociaux, mobilisant des centaines de lycéens qui les rejoignent sur place, créant une situation où la police ne peut intervenir sans risquer de blesser des civils. Alors qu’ils s’échappent en voiture, Ben, épuisé par sa maladie, succombe et meurt dans les bras de son frère.
Les amis de Ben sont arrêtés et condamnés à quatre ans de prison ferme. Une fois libérés, ils se rendent sur la tombe de Ben, accompagnés du chef de la police. Léo révèle au policier qu'ils ont redistribué tout l'argent volé aux familles des victimes. Finalement, les anciens complices participent à un match de football amical en Argentine, organisé par l'association Chauve qui peut, gérée par les parents d’Émilie.

## Fiche technique
- Titre : Amis publics
- Autre titre : Amis publics no 1[2]
- Réalisation, adaptation et dialogues : Édouard Pluvieux
- Scénario : John Eledjam, Grégory Boutboul et Kev Adams, sur une idée originale de John Eledjam
- Photographie : Guillaume Schiffman
- Bande originale : Cascadeur[3]
- Productrice : Élisa Soussan
- Coproducteurs : Marc Dujardin, Étienne Mallet, Julien Deris, David Gauquié et Adrian Politowski
- Sociétés de production :  My Family, en coproduction avec NJJ Capital, Cinéfrance, M6 Films et Umedia
- Participation à la production : M6, W9, Orange Cinéma Séries, uFund et SofiTVCiné 3
- Producteurs délégués : David-Christophe Barrot et  Nathalie Cohen-Smadja,
- Montage : Antoine Vareille et Nicolas Grendena
- Chef décorateur : Maamar Ech-Cheikh
- Décor : Jimena Esteve
- Costumes : Mélanie Sednaoui
- Société de distribution : La Belle Company
- Budget : 6 millions d'€[4]
- Pays d'origine :  France et  Belgique
- Langue : français
- Format : couleur — 2.35 : 1 — Arri Alexa — Angénieux — Digital intermediate (en) — D-cinema
- Genre : comédie
- Durée : 98 minutes
- Dates de sortie :
  - France : 18 janvier 2016 (première a Paris) ; 17 février 2016 (sortie nationale)
- Box-office France : 758 693 entrées[5]
- Lieux de tournage : Lyon[6], région lyonnaise (notamment au Casino Le Lyon Vert[7]) ainsi qu'au Stade Pierre-Rajon de Bourgoin-Jallieu (source : générique)

## Distribution
- Kev Adams : Léo Perez
- Vincent Elbaz : Bartoloméo
- Paul Bartel : Benjamin « Ben » Perez, petit frère de Léo
- Chloé Coulloud : Ana
- John Eledjam : Franck
- Majid Berhila : Lounès
- Guy Lecluyse : Bruno Adgé
- Anne Suarez : Madame la Commissaire
- Frank Bellocq : Eric Rosa
- Rebecca Azan : Stéphanie
- Malonn Levana : Emilie
- Chems Tricot : Max (12 ans)
- Marc Wilhelm : Vincent, un OPJ
- Louise Chabat : Elise, une OPJ
- Nicolas Gabion : Jean-Louis, un collègue de Bartoloméo
- Jina Djemba : Myriam
- Thérèse Roussel : Huguette
- Louis Dussol : Max (17 ans)
- Lucie Rébéré : Mireille
- Franck Adrien : commerçant papeterie

## Musique
- Home Again de Michael Kiwanuka.
- Le Jeune de Nathan Zanagar.